# St. Anna (Düsseldorf)

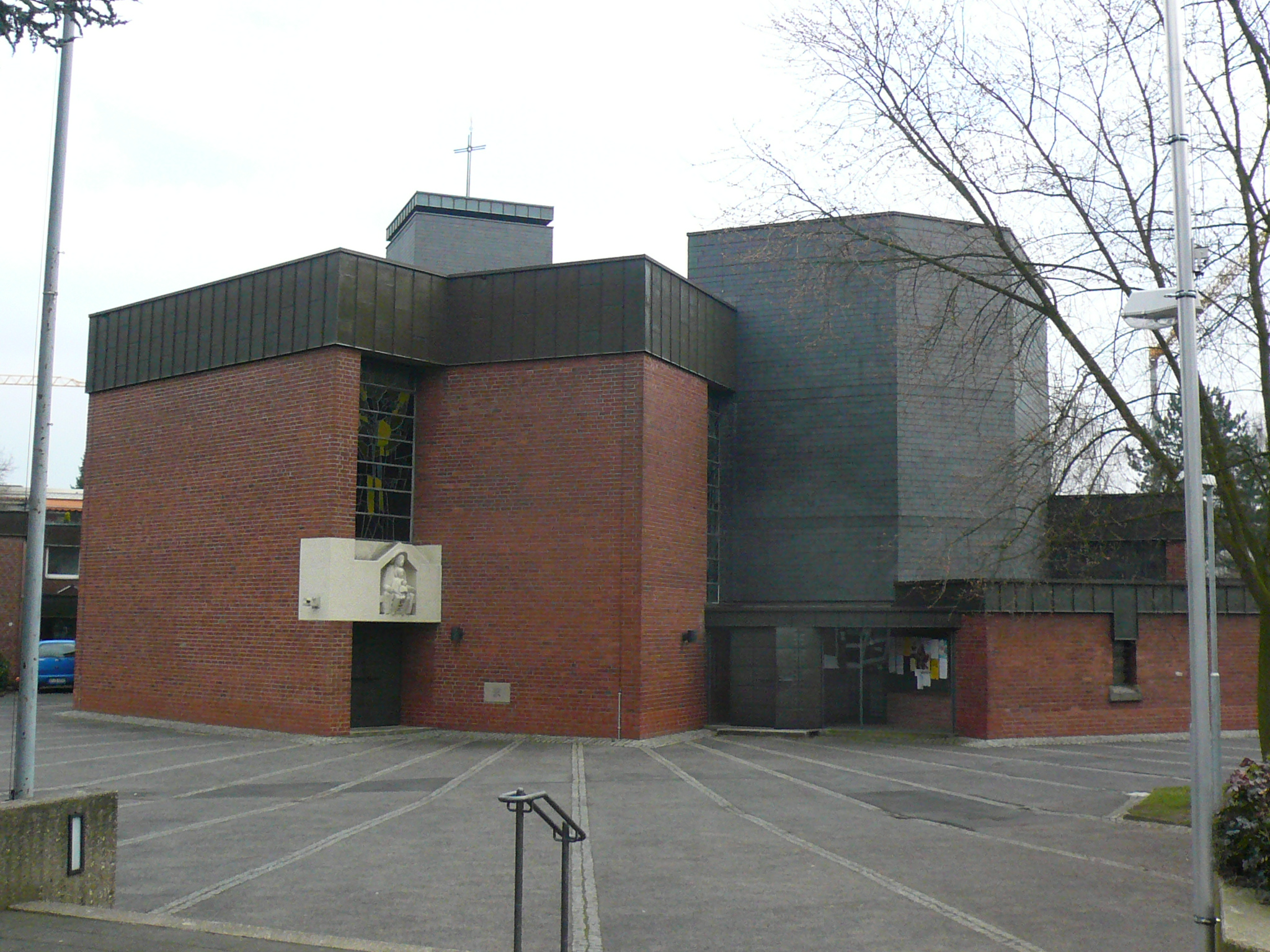
St. Anna (2009)

St. Anna war eine katholische Kirche im Düsseldorfer Stadtteil Niederkassel im Erzbistum Köln.

## Geschichte

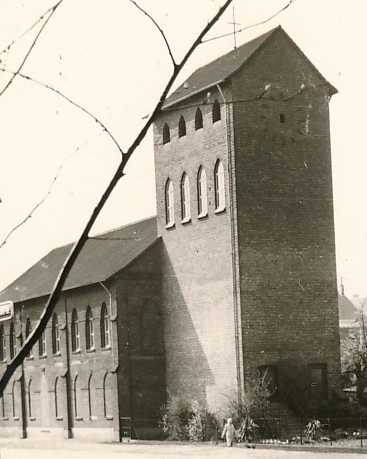
Alte Kirche St. Anna (Winter 1968) vor ihrem Abriss

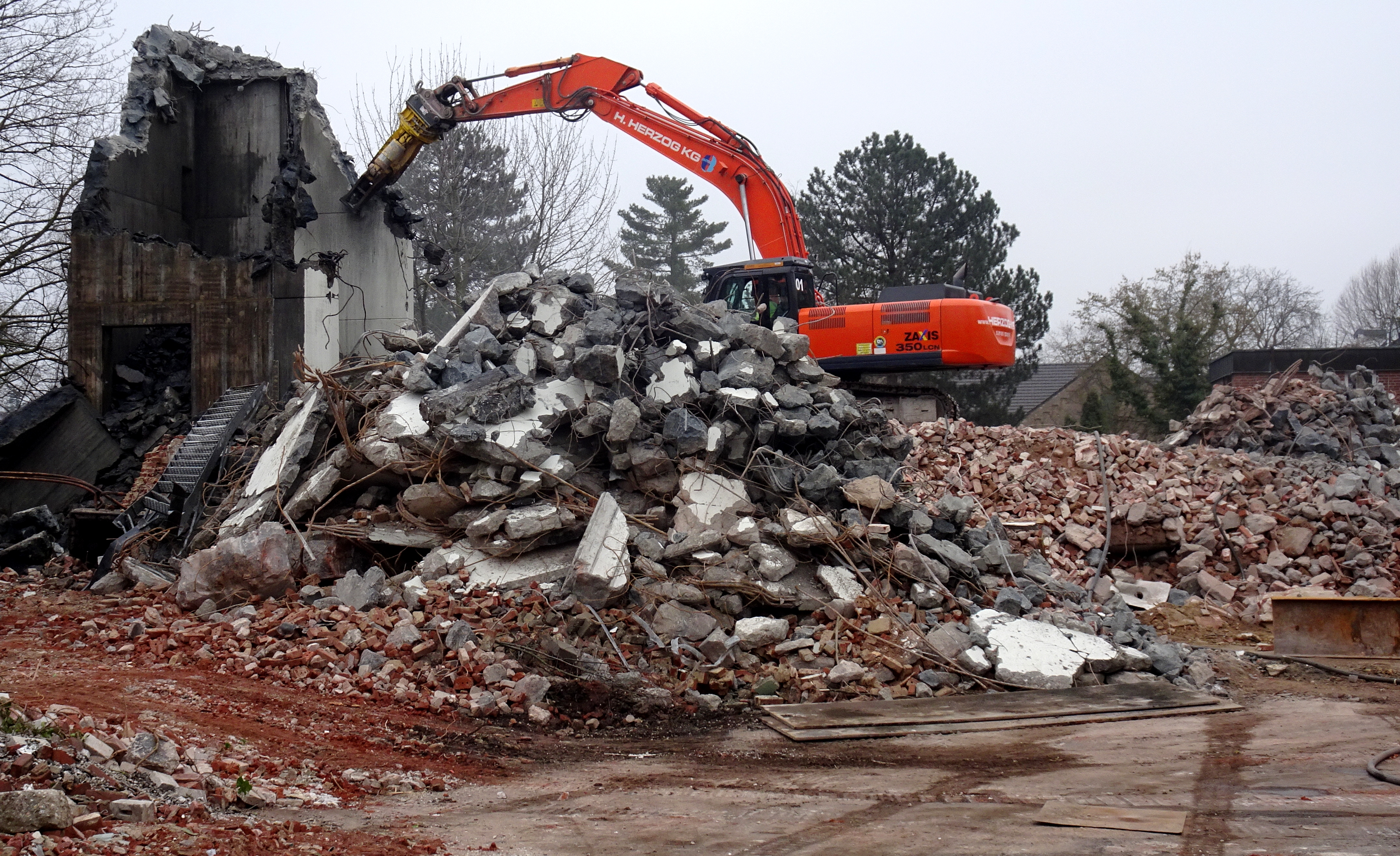
Abriss der Kirche (März 2021)

Die erste Vorgängerkirche wurde 1891 als Notkirche errichtet, die dem Heiligen Antonius von Padua geweiht war. Nach Fertigstellung der Antoniuskirche im benachbarten Oberkassel wurde diese Kirche der Heiligen Anna umgewidmet. 1938 wurde die Notkirche um einen Turm erweitert.
Die heutige Annakirche wurde in den Jahren 1967 bis 1968 errichtet. Kirchweihe war am 19. Oktober 1968. Die alte Annakirche wurde 1969 abgerissen. Zuvor wurde ihr neubarocker Antonius-Altar, ihre alte Kanzel sowie zwei Altartafeln aus dem 16. Jahrhundert in die neue Annakirche integriert. 1975 wurden in die neue Annakirche Fenster der Künstlerin Sigrid Kopfermann eingebaut.
Seit 2016 liefen Verhandlungen über eine andersartige Nutzung. Am 26. August 2016 wurde in der St.-Anna-Kirche der letzte Gottesdienst gefeiert. 2017/18 wurde der Abriss der Kirche zugunsten von Wohnbauten angekündigt, im März 2021 erfolgte der Abriss der Kirche. Es war bereits der zweite Abriss einer Niederkasseler Kirche innerhalb von 52 Jahren.
Die Bürgerinitiative L(i)ebenswertes Niederkassel fordert eine durchdachte, niedrigstöckige Bebauung des frei gewordenen Geländes, um den Charakter Niederkassels zu wahren.

## Architektur
Die Annakirche war ein moderner Kirchbau aus roten Ziegelsteinen, der Turm war aus dunklen Ziegeln errichtet. Ecken und Nahtstellen waren von Fensterbändern durchzogen. Die Kirche hatte einen kubisch-verschachtelten Hauptraum, dessen Bodenplatte einen halben Meter unter der Höhe der angrenzenden Straße lag. Der Vorplatz war mit sternförmig verlaufenden Linien verziert, die den Besucher in Richtung des Haupteingangs leiteten.
Architekt war der Kölner Nikolaus Rosiny.

## Orgel
Die Orgel wurde um 1960 von dem Orgelbauer Ernst Seifert (Bergisch Gladbach) erbaut. Das Schleifladen-Instrument hat 25 Register auf zwei Manualen und Pedal. Die Spiel- und Registertrakturen sind elektrisch. Mittlerweile wurde die Orgel abgebaut und in der Pfarrkirche Hl. Johannes XXIII. in Köln-Chorweiler aufgebaut. Die feierliche Orgelweihe fand am 3. Adventssonntag 2016 statt. Die Orgel wurde der Kölner Pfarrei zum Geschenk gemacht.
| I Hauptwerk C–g3 |                  |       |
| 1.               | Quintadena       | 16′   |
| 2.               | Praestant        | 8′    |
| 3.               | Gedackt          | 8′    |
| 4.               | Oktave           | 4′    |
| 5.               | Quintade         | 4′    |
| 6.               | Schwiegel        | 2′    |
| 7.               | Sesquialter II   |       |
| 8.               | Rauschpfeife III |       |
| 9.               | Mixtur III-IV    | 1 ⁄3′ |
| 10.              | Trompete         | 8′    |

| II Positiv C–g3 |                 |        |
| 11.             | Musiziergedackt | 8′     |
| 12.             | Prinzipal       | 4′     |
| 13.             | Rohrflöte       | 4′     |
| 14.             | Nachthorn       | 2′     |
| 15.             | Quinte          | 2 ⁄3′  |
| 16.             | Terz            | 1 3⁄5′ |
| 17.             | Scharf III-IV   | 1′     |
| 18.             | Rohrschalmey    | 8′     |
|                 | Tremulant       |        |

| Pedal C–f3 |                 |     |
| 19.        | Subbass         | 16′ |
| 20.        | Oktavbass       | 8′  |
| 21.        | Gedecktbass     | 8′  |
| 22.        | Choralbass      | 4′  |
| 23.        | Rauschpfeife IV |     |
| 24.        | Stillposaune    | 16′ |
| 25.        | Waldflöte       | 2′  |

- Koppeln: II/I, I/P, II/P